# Yoncalla
Yoncalla (Yonkalla).- Jedno od manjih plemena porodice Kalapooian koje je obitavalo na Elk Creeku i Calapooya Creeku, manjim pritokama Umpque u Oregonu.  Pleme je najznačajnije po tome što jezično čine jednu od tri glavne skupine porodice Kalapooian. U povijesti Oregona nisu igrali neku veću ulogu, a u ranom 20. stoljeću gotovo su nestali. Kod Yoncalla se spominju dva lokalna naziva Chayankeld i Tsantokayu od kojih za prve nije jasno jesu li predstavljali neki pod-ogranak ili je obična varijanta naziva ‘Ayankeld’.  Ime Yoncalla dolazi od domorodačkog Ayankeld ili Tch'Ayanke'ld i prevedeno označava ‘narod koji živi u Ayankeldu’ ("those living at Ayankeld’).  Zajedno sa srodnim plemenima Yamel, Atfalati i Santiam smješteni su na rezervat Grand Ronde, zajedno s još nekih dvadeset plemena među kojima i Rogue River, Umpqua, Chasta, Calapooya, Molalla, Salmon River, Tillamook i Nestucca Indijanci. Godine 1911. izbrojano je tek 11 Yonkalla. Spomen na njih čuva tek jedno mjestašce u okrugu Douglas u Oregonu. 
Yonkallama su dom bile planine Calapooya, sjeveroistočno od Roseburga. Kao i ostali Calapooye bili su polunomadi sa stalnim zimskim naseljima. Nešto zastarjele agrikulture tipa posijeci-i-spali bilo je prisutno kod Kallapooian plemena, prilikom ovakovih paljenja vegetacije žene bi obavezno pokupile izgorjele skakavce koji su se kod nekih Indijanaca smatrale poslasticom. Kopanje camas i wapato-korijenja također je bilo učestalo a sakupljali su i razne orahe i žir. U toplijim mjesecima Indijanci bi lutali dolinom Willamette, dok bi se društveni život vodio tek u hladnim zimskim mjesecima kada bi se stanovnici sela vratili kućama. Lov zbog mesa i kože također je bio važan kao i ribolov (losos i jegulja) i neka vrsta pastrve poznata kao 'steelhead trout' Oncorhynchus mykiss; kalifornijska pastrva.
Predmeti kao što su toljage od kitove kosti, noževi od opsidijana i školjke dentallium simboli su njihove kulture. Do robova (ropstvo je bilo prisutno) i žena dolazilo se kupnjom. Za novac je služila dentallium školjka štto je karakteristično plemenima ovoga područja, trgovina između primorskih i kontinentalnih plemena bila je naravno vrlo živa.